# Колдун Дмитро Олександрович
Дмитро Олександрович Колдун (нар. 11 червня 1985, Мінськ, Білоруська РСР, СРСР) — білоруський співак. Представляв Білорусь на Пісенному конкурсі «Євробачення 2007» у Гельсінкі, Фінляндія з піснею «Work Your Magic».

## Біографія
Народився 11 червня 1985 в родині вчителів. З дитинства мріяв стати лікарем, тому в підлітковому віці хлопець навчався у спеціалізованому медичному класі мінської гімназії. Школу Дмитро закінчив зі срібною медаллю. Після закінчення школи Дмитро вступив до Білоруського державного університету, де вивчав хімію.
У 2007 році представляв Білорусь на 52-ому пісенному конкурсі «Євробачення» у Гельсінкі, Фінляндія, з піснею «Work Your Magic». У фіналі конкурсу він посів шосте місце.

## Дискографія
- «Колдун» (2009)
- «Ночной пилот» (2012)
- «Город больших огней» (2013)

## Сім'я
Брат — телеведучий Георгій Колдун.